# Krebes
Krebes ist ein Ortsteil der Gemeinde Weischlitz im sächsischen Vogtlandkreis. Er wurde mit seinen Ortsteilen Ruderitz und Schwarzenreuth am 1. Januar 1994 mit sechs weiteren Gemeinden zur Gemeinde Burgstein zusammengeschlossen. Diese wurde wiederum am 1. Januar 2011 in die Großgemeinde Weischlitz eingegliedert.

## Geografie

### Lage und Verkehr
Krebes liegt im Südwesten der Gemeinde Weischlitz im Burgsteingebiet, durch das der Kammweg Erzgebirge–Vogtland verläuft.  Der Hauptort Krebes befindet sich im Norden der Ortsflur. Im Osten grenzt Krebes an den bereits in Ruderitzer Flur liegenden Ortsteil Burgstein mit den beiden Burgstein-Ruinen und den Burgstein-Häusern. Südlich des Burgsteins befindet sich die Platte oder der Plattenberg mit dem Unteren Plattenhaus und dem Oberen Plattenhaus. Am Südrand des Plattenberges, welcher durch Wanderwege mit den Burgsteinruinen verbunden ist, befindet sich der zu Krebes gehörige Weiler Schwarzenreuth. In der südwestlichen Ortsflur von Krebes befindet sich der Kandelhof mit dem Kandelstein, auf dem sich die Station 158 der Königlich-Sächsischen Triangulirung befindet. Der östlich von Krebes entspringende Burgbach entwässert über den Kemnitzbach in die Weiße Elster. Im Tal des Kemnitzbachs befindet sich die Kienmühle, welche bereits in der Flur von Schwand liegt.
Südlich des Orts verläuft in einiger Entfernung die Bundesautobahn 72, bereits durch Heinersgrüner Flur. Dort überschreitet diese auch die Landesgrenze nach Bayern. Auch die westliche Flur von Krebes grenzt an Bayern und gehört somit zum Naturschutzgebiet Grünes Band Deutschland, welches die ehemalige Innerdeutsche Grenze umfasst. Dort führt auch die Bahnstrecke Leipzig–Hof über die Landesgrenze nach Bayern. Der nächstgelegene Bahnhof ist der an dieser Bahnstrecke liegende, ehemalige Grenzbahnhof Gutenfürst im Nachbarort Gutenfürst.
Der Ort ist mit der vertakteten RufBus-Linie 53 des Verkehrsverbunds Vogtland an Weischlitz, Oelsnitz und Gutenfürst angebunden.
Krebes befindet sich im Westen des Vogtlandkreises und im sächsischen Teil des historischen Vogtlands an der Grenze zum Bayerischen Vogtland. Geografisch liegt der Ort im Zentrum des Naturraums Vogtland (Mittelvogtländisches Kuppenland).

### Nachbarorte
| Gutenfürst                 | Kemnitz                                     | Schwand                           |
| Kreuzlein, Föhrig (Bayern) | Kompassrose, die auf Nachbargemeinden zeigt | Ruderitz                          |
|                            | Heinersgrün                                 | Schwarzenreuth, Flur Ramoldsreuth |

## Geschichte

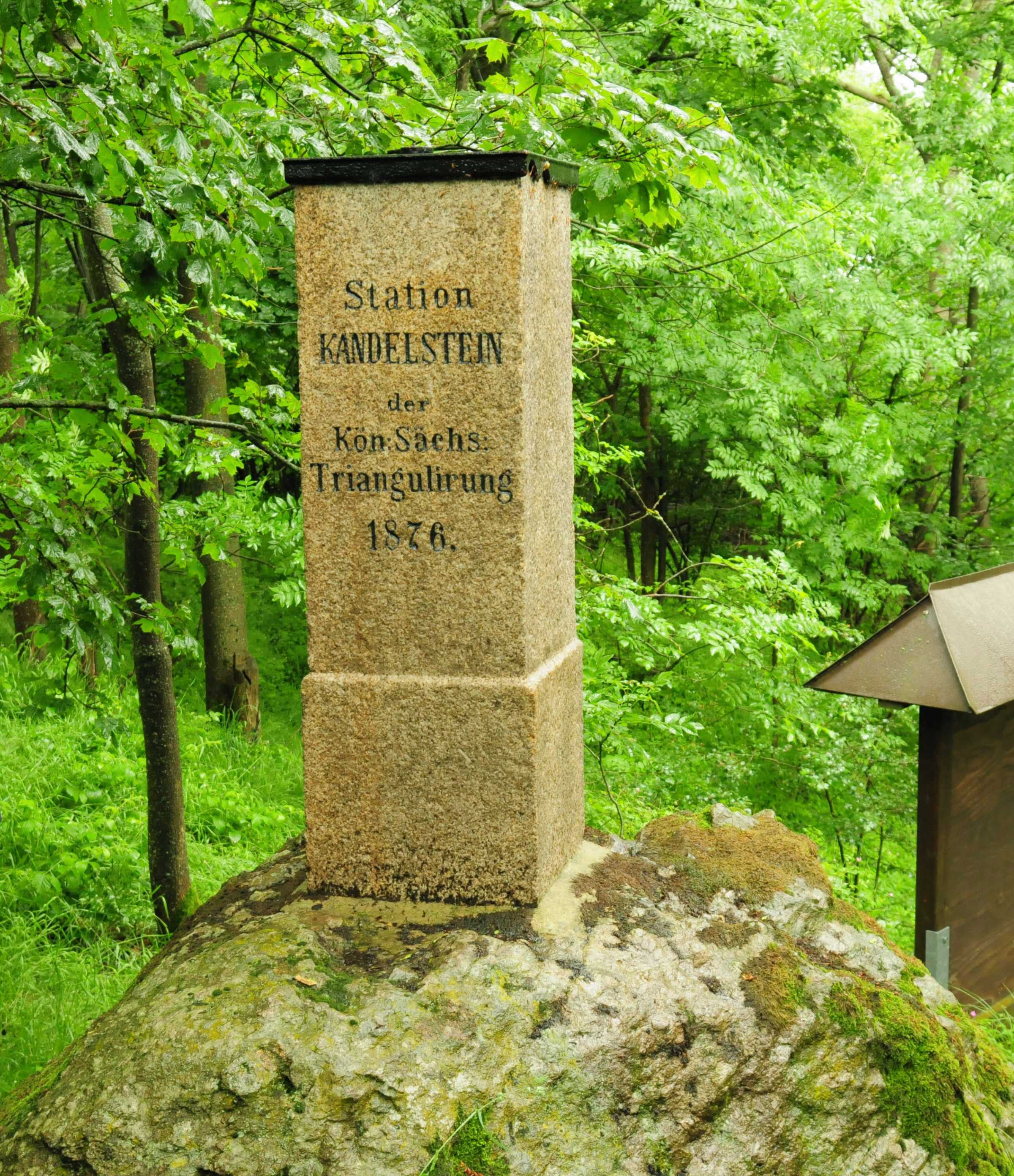
Station 158 Kandelstein der Königlich-Sächsischen Triangulirung

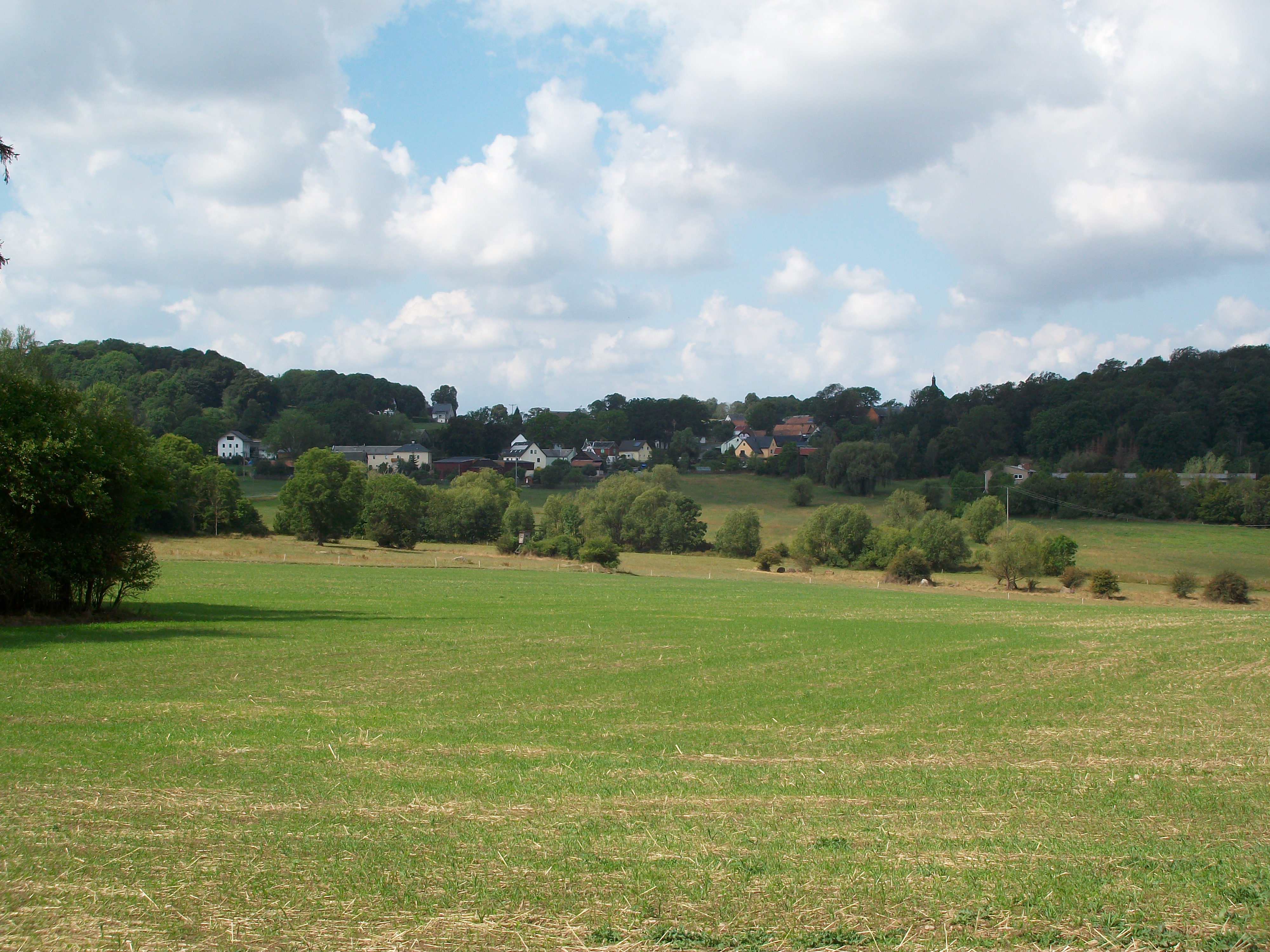
Blick vom Burgstein nach Krebes

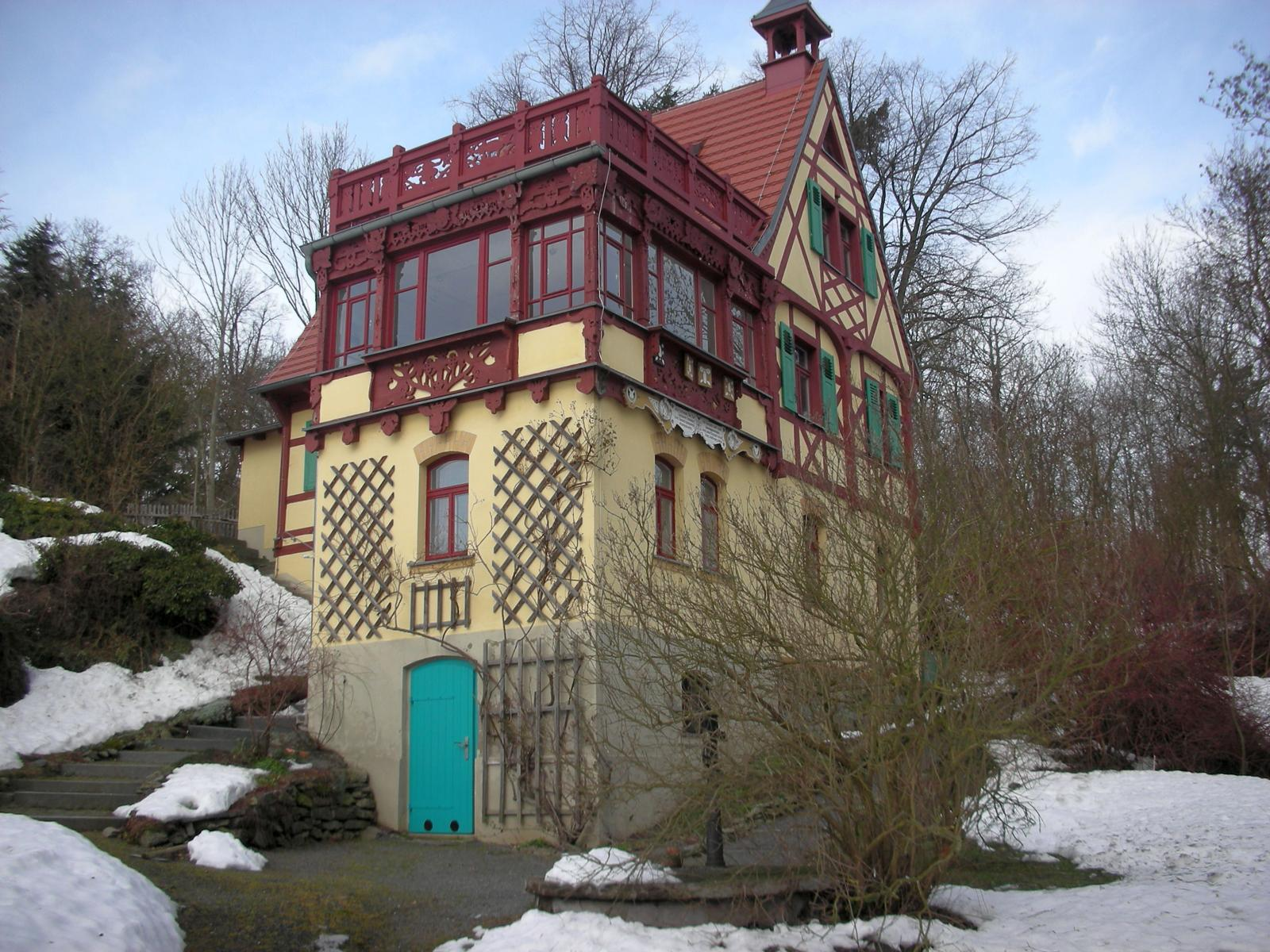
Hermann-Vogel-Haus in Krebes

Das Reihendorf Krebes wurde erstmals im Jahr 1390 erwähnt, die Nachbarorte Ruderitz im Jahr 1418 und der Burgstein im Jahr 1479. Im Westen des Vogtlands gelegen, waren die Orte im 14. Jahrhundert im Besitz des vogtländischen Adelsgeschlechts von Sack. Auf dem Burgstein ist zumindest für die 1420er Jahre ein Adelssitz archivalisch belegt („… daß [Edel-]lewt sein gesessen zu Burckstein[,] die haben geheyßen die Pucher“). 1474 entstand auf dem Burgstein nach einer Marienerscheinung eine Wallfahrt, verbunden mit der Errichtung einer Wallfahrtskapelle (heute westliche Burgsteinruine), die zur Pfarrei des Nachbarortes Krebes und somit zum Bistum Bamberg gehörte. Nicht zuletzt die Lage unmittelbar an der Grenze der Bistümer Bamberg und Naumburg führte zwischen beiden zu langjährigen Streitigkeiten um die vermutlich beträchtlichen Wallfahrtseinnahmen, die 1487 vertraglich beigelegt wurden. Die Errichtung der zweiten, östlichen Burgsteinkirche ist im Zusammenhang mit der 1489 erfolgten Erhebung zur eigenständigen Pfarrei zu sehen (sie wäre demnach die Pfarrkirche der neuen Kirchgemeinde gewesen). Mit der Durchsetzung der Reformation im Vogtland und der damit verbundenen Ablehnung der katholischen Wallfahrtspraxis setzte der Niedergang der Doppelkirchenanlage ein. 1540 verfügte der sächsische Kurfürst Johann Friedrich den Abriss beider Burgstein-Sakralbauten, die in der Folge zwar nicht vollständig abgetragen, aber dem Verfall preisgegeben wurden. Die Mitglieder der Burgstein-Pfarrgemeinde wurden an die Kirche des Nachbarortes Geilsdorf verwiesen. Die Pfarrkirche in Krebes, zu der auch Ruderitz gepfarrt ist, wurde bereits 1542 erwähnt. Sie gehörte zu den sogenannten Streitpfarren im vogtländischen Grenzgebiet. Im 15. Jahrhundert gab es am nahe gelegenen Plattenberg bergbauliche Tätigkeiten.
Eine in der südöstlichen Flur von Krebes liegende Siedlung am Plattenberg ist im Jahr 1791 als Schwarz Reuth, im Jahr 1839 als Schwarzenreuth bzw. schwarze Reuthäuser angegeben. Der Flecken gehörte bezüglich der Grundherrschaft als Amtsdorf bis 1856 zum kursächsischen bzw. königlich-sächsischen Amt Plauen, zu dem auch das unter der Grundherrschaft des Ritterguts Geilsdorf stehende Krebes mit dem Vorwerk Kandelhof gehörte. 1856 wurde Krebes mit dem Ortsteil Schwarzenreuth dem Gerichtsamt Plauen und 1875 der Amtshauptmannschaft Plauen angegliedert. Auf dem Kandelstein östlich des Vorwerks Kandelhof wurde im September 1876 die Station 158 der Königlich-Sächsischen Triangulirung eingerichtet. Im Zeitalter der Romantik wurde im 19. Jahrhundert der Burgstein mit seinem beiden Ruinen wiederentdeckt. Ein 1875/77 auf dem Burgstein erbautes Gasthaus erhöhte die Attraktivität des Ortes bis Anfang der 1950er Jahre beträchtlich und war vor allem zu Beginn des 20. Jahrhunderts Treffpunkt eines illustren Künstlerkreises um den vogtländischen Maler und Grafiker Hermann Vogel (1854 bis 1921), dessen Landsitz in Krebes heute das Museum Hermann-Vogel-Haus beherbergt.
Durch die zweite Kreisreform in der DDR kam die Gemeinde Krebes mit Schwarzenreuth im Jahr 1952 zum Kreis Plauen-Land im Bezirk Chemnitz (1953 in Bezirk Karl-Marx-Stadt umbenannt). Mit der Einrichtung des Sperrgebiets an der innerdeutschen Grenze wurde das bis dahin touristisch beliebte Burgsteingebiet nicht mehr zugänglich. Die letzte Wirtsfamilie auf dem Burgstein wurde 1952 zwangsausgewiesen. Laut dem Historischen Ortsverzeichnis von Sachsen traf dieses Schicksal auch den Weiler Schwarzenreuth. Auf dem Kandelstein wurde eine Abhöranlage eingerichtet. Am 16. Mai 1968 wurde Ruderitz mit Burgstein nach Krebes eingemeindet. Mit der Wende endete für die Gemeinde Krebes und das Burgsteingebiet die Lage im Sperrgebiet. Sie gehörte ab 1990 zunächst zum sächsischen Landkreis Plauen.
Am 1. Januar 1994 schloss sich die Gemeinde Krebes mit sechs weiteren Gemeinden zur Gemeinde Burgstein zusammen, die ihren Namen vom Berg Burgstein erhielt. Diese gehörte seit 1996 zum Vogtlandkreis. Mit der Eingliederung der Gemeinde Burgstein in die Großgemeinde Weischlitz bilden Krebes mit dem Weiler Schwarzenreuth und Ruderitz mit dem Weiler Burgstein seit dem 1. Januar 2011 den Ortsteil Krebes/Ruderitz von Weischlitz.

## Bildung
In Krebes befindet sich eine Grundschule.

## Sehenswürdigkeiten
- Burgstein-Gebiet mit den Burgstein-Ruinen und dem Plattenberg (Reste des Kupferbergbaus noch sichtbar)
- Kirche Krebes
- Hermann-Vogel-Haus
- Königlich-Sächsische Triangulirung auf dem Kandelstein
- Heimatmuseum Krebes

## Persönlichkeiten
- Hermann Vogel (1854–1921), Maler, gelebt und gestorben in Krebes